# James Files
James Earl Files (nascido em 24 de janeiro de 1942), também conhecido como James Sutton, é um ex-presidiário americano. Em 1994, enquanto cumpria uma sentença de 50 anos pela tentativa de assassinato de dois policiais em 1999, Files deu entrevistas afirmando que ele era o "atirador do gramado" no assassinato do presidente dos Estados Unidos John F. Kennedy, em 1963, e que Lee Harvey Oswald nunca deu um tiro sequer. Files foi posteriormente entrevistado outras vezes e discutido em vários livros que abordam o assassinato e as teorias relacionadas. Em 1994, o Federal Bureau of Investigation (FBI) foi citado como tendo investigado as alegações de Files e o considerou "não ser digno de crédito".
Em 2010, a revista Playboy publicou um artigo de Hillel Levin no qual Files também envolve Charles Nicoletti e John Roselli no assassinato de Kennedy.

## Crime

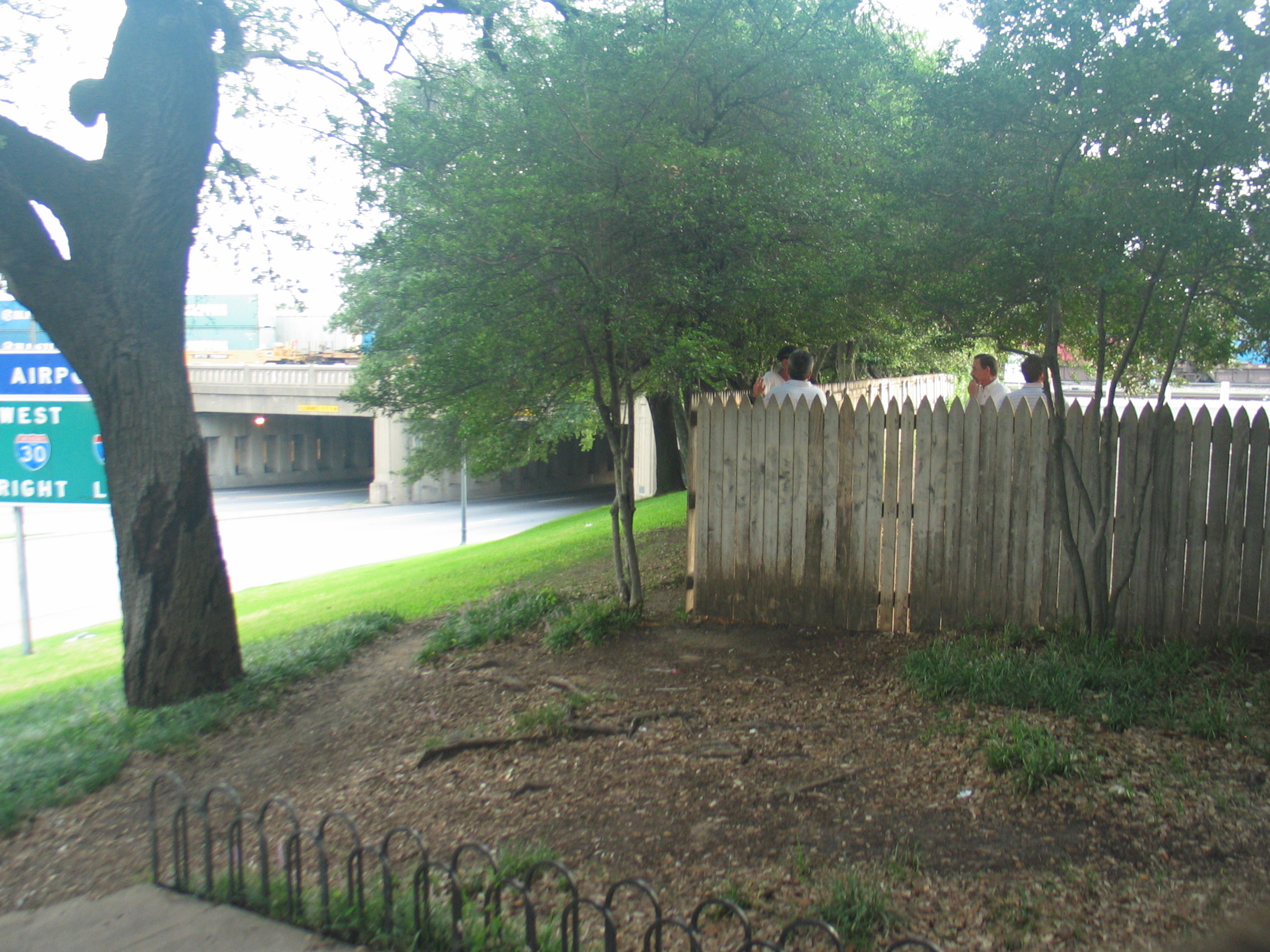
A cerca de madeira no gramado, de onde Files afirma ter atirado em Kennedy.

Files afirmou que ele nasceu no Alabama, mudou-se para a Califórnia pouco depois com sua família, e depois para um bairro italiano em Chicago. Em 7 de maio de 1991, Files e seu amigo David Morley se envolveram em um tiroteio à margem de uma estrada em Round Lake Beach, Illinois, com dois policiais: o detetive David Ostertag e seu parceiro, Gary Bitler. Ostertag e Bitler tentaram prender os dois por dirigirem um veículo roubado. Durante o tiroteio, Morley atirou no detetive Ostertag no peito. Files e Morley também dispararam contra o detetive Bitler, mas erraram. Files e Morley fugiram a pé, mas foram presos algumas horas depois. Files foi acusado de duas tentativas de homicídio e cada um foi acusado de descarga de arma de fogo, agravamento da agressão por arma de fogo e violência armada. Em agosto de 1991, um júri considerou Files culpado das duas acusações de tentativa de homicídio. Ele foi condenado a 30 anos pelo tiroteio do detetive Ostertag e 20 anos por tentar atirar no Detetive Bitler. Files foi inicialmente encarcerado no Stateville Correctional Center em Crest Hill, Illinois, sendo depois transferido para o Danville Correctional Center em Danville, Illinois. Files recebeu liberdade condicional em maio de 2016.
Uma "fonte anônima do FBI", mais tarde identificada como Zack Shelton, foi relatada por alguns pesquisadores como tendo contado a Joe West, investigador particular em Houston, no início dos anos 90, sobre um preso numa penitenciária de Illinois que poderia ter informações sobre o assassinato de Kennedy. Em 17 de agosto de 1992, West entrevistou Files no Stateville Correctional Center em Crest Hill, Illinois. Após a morte de West em 1993, a família dele solicitou que seu amigo Bob Vernon, produtor de TV em Houston, assumisse os registros referentes à história.

## Análise crítica
Vincent Bugliosi, autor de Reclaiming History: The Assassination of President John F. Kennedy, caracterizou Files como sendo "o Rodney Dangerfield dos assassinos de Kennedy". Vernon é o dono de uma peça de munição com marcas de dentes, embora ela não tenha sido encontrada até 1987. De acordo com Bugliosi, muitos poucos dentro da maioria dos americanos (75%) que acreditam numa conspiração para matar Kennedy, respeitam Files ou sua versão dos acontecimentos. No entanto, o professor de psicologia Jerome Kroth descreveu Files como "surpreendentemente crível" e disse que sua história "é a mais convincente e persuasiva" sobre o assassinato.